# Hemiceras domingonis
Hemiceras domingonis är en fjärilsart som beskrevs av Dyar 1908. Hemiceras domingonis ingår i släktet Hemiceras och familjen tandspinnare. Inga underarter finns listade i Catalogue of Life.